# Candaules
Candaules (en llatí Kandaúles, en grec antic Κανδαύλης), també conegut entre els grecs com Mirsilos (Μυρσίλος), va ser el darrer rei de la branca Sandònida o Tolònida Lídia, de la família dels heraclides. Era fill de Mirsos.
Segons el relat d'Heròdot, que també narra l'historiador Justí, aquest monarca estava tan orgullós de la bellesa de la seva dona que va voler que Giges, el seu lloctinent de confiança, la veiés nua sense que ella ho sabés. Però la reina s'adonà de la presència de Giges a la cambra i, indignada, l'endemà va ordenar a aquest que escollís entre morir o matar Candaules i casar-se amb ella. Giges va matar Candaules i va esdevenir rei, iniciant la dinastia dels mèrmnades, cap a l'any 715 aC. A la República Plató afirma que Giges va emprar un anell màgic que el feia invisible per a usurpar el tron de Candaules. Plutarc segueix en part la història d'Heròdot, però diu que Gigues va fer la guerra a Candaules amb l'ajuda de mercenaris de Cària. Plini el Vell menciona dues vegades Candaules, quan parla d'una pintura que va fer Bularc al que el rei va pagar una gran quantitat de diners, que representava una batalla contra Magnèsia del Meandre.